# Аруч
Аруч (арм. Արուճ) — село в Арагацотнской области.

## География
Село расположено в 50 км к северо-западу от Еревана, в 27 км к западу от Аштарака и в 24 км к юго-востоку от Талина, рядом с сёлами Шамирам, Кош и Агарак.

## Население
По данным «Сборника сведений о Кавказе» за 1880 год в селе Талиш Эчмиадзинского уезда по сведениям 1873 года было 43 двора и проживало 370 армян.
По данным Кавказского календаря на 1912 год, в селе Талыш Эчмиадзинского уезда проживало 452 армянина.

## Достопримечательности
В селе расположена одна из самых больших церквей в Армении — Собор Св. Григория, построенный в 666 году. В VII веке здесь была резиденция правителя Армении Григора Мамиконяна, включавшая помимо крепости несколько крупных, монументальных гражданских и культовых зданий. Купол церкви был разрушен и теперь куполом для неё служит открытое небо, которое является как бы продолжением фресок VII века, однажды мастерски разрисованных на стенах церкви. Рядом с церковью — руины трехнефной базилики Катогике (VII век), здания дворца с колонным залом и наружной галереей (680-е гг.), сводчатая часовня (XII—XIII вв.). В удалении от них расположены развалины замка (XII—XII вв.), рядом с трассой М-1, перед поворотом в Аруч — караван-сарай (XIII век).

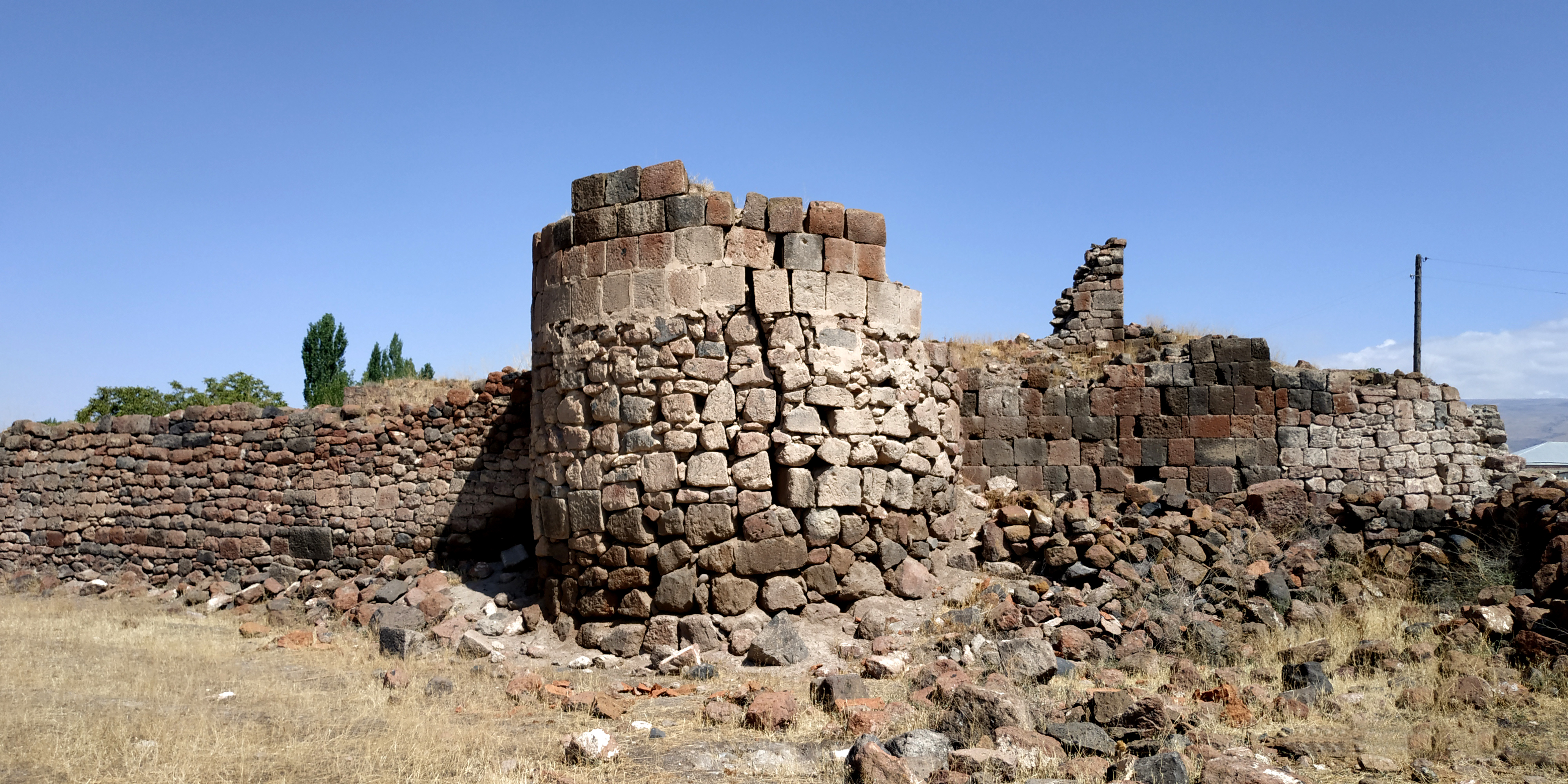
Средневековая крепость в селе Аруч